# نادي أتليتيكو ديل روساريو
نادي أتلتيكو ديل روزاريو (Club Atlético del Rosario) هو نادي رياضي أرجنتيني في روزاريو، سانتا في. يمتلك النادي فرق في رياضات مختلفة.
يُعرف النادي بفريقه للرغبي، حيث كان من المؤسسين لبطولة "ريفر بليت لاتحاد الرجبي" في عام 1899. يلعب الفريق الأول حاليًا في دوري الدرجة الأولى للرغبي، وهو الدرجة الثانية من نظام دوري URBA .